# Troumassoid
Troumassoid(post-Saladoid), kultura na Barbadosu na Malim Antilima koja je prethodila Suazoidu. Obje kulture javljaju se na području Heywoodsa, na sjeevrozapadu otoka. Ugljikom-14 utvrđeno je da ova kultura datira između 830 i 1040 godine. Prethodila joj je kultua saladoid što su je donesla sa sobom plemena što su oko 100 godine došli na otok s Južnoameričkog kopna.
Godine 2006 na otoku Gvadalupa na desnoj obali rijeke Grande Anse, južno od Basse-Terre, otkrivena je nalazište predkolumbovskog naselja s troumassoid keramikom na lokalitetu La Pointe de Grande Anse. Nalazište datira između 650. i 1600. godine.